# Morti nel 1915
| Questa pagina contiene informazioni ricavate automaticamente dalle voci biografiche con l'ausilio del template Bio e di un bot. L'aggiornamento è periodico e automatico e ricostruisce completamente la pagina. Se manca una persona in questa lista, sei pregato di non aggiungerla, ma accertati piuttosto che la sua voce biografica contenga il template Bio e che i dati anagrafici siano correttamente compilati. Se il template Bio manca, inseriscilo tu stesso o, in alternativa, metti l'avviso {{tmp\|Bio}} che ne segnala la mancanza. Se i dati riportati sono sbagliati, correggi direttamente la voce biografica; le modifiche saranno visibili in questa lista entro pochi giorni. Per chiarimenti vedi il progetto biografie. La lista contiene solo le 641 persone che sono citate nell'enciclopedia e per le quali è stato implementato correttamente il template Bio. Pagina aggiornata al 18 ago 2025. |

## Gennaio(42)
- 1º gennaio - Augusto Silvestrelli, politico italiano (n. 1834)
- 2 gennaio - George Bridgeman, IV conte di Bradford, nobile e ufficiale inglese (n. 1845)
- 2 gennaio - Karl Goldmark, compositore ungherese (n. 1830)
- 2 gennaio - Otto Nüsslin, zoologo tedesco (n. 1850)
- 2 gennaio - Armand Peugeot, imprenditore francese (n. 1849)
- 2 gennaio - Isidor Rosenthal, fisiologo tedesco (n. 1836)
- 3 gennaio - James Elroy Flecker, poeta, romanziere e drammaturgo inglese (n. 1884)
- 4 gennaio - Michael Haller, compositore e insegnante tedesco (n. 1840)
- 4 gennaio - Anton von Werner, pittore tedesco (n. 1843)
- 5 gennaio - Lamberto Duranti, patriota italiano (n. 1890)
- 7 gennaio - Andrea De Leo, politico e avvocato italiano (n. 1849)
- 7 gennaio - Vincenzo Tiberio, medico, farmacologo e igienista italiano (n. 1869)
- 8 gennaio - Sandy Cowan, giocatore di lacrosse canadese (n. 1879)
- 8 gennaio - Eugène Grébaut, egittologo francese (n. 1846)
- 8 gennaio - Rodolfo Renier, filologo, letterato e filosofo italiano (n. 1857)
- 9 gennaio - Georg Krogmann, calciatore tedesco (n. 1886)
- 9 gennaio - Gotthardt Kuehl, pittore tedesco (n. 1850)
- 9 gennaio - Luigi Majno, giurista e politico italiano (n. 1852)
- 9 gennaio - Marius Royet, calciatore francese (n. 1881)
- 11 gennaio - Zygmunt Miłkowski, scrittore polacco (n. 1824)
- 12 gennaio - Émile Amélineau, archeologo e egittologo francese (n. 1850)
- 12 gennaio - Caroline Hammer, fotografa danese (n. 1832)
- 13 gennaio - Giovanni Cerri, politico italiano (n. 1857)
- 13 gennaio - William Duncombe, I conte di Feversham, politico inglese (n. 1829)
- 13 gennaio - Maria Gramegna, matematica italiana (n. 1887)
- 13 gennaio - Victor Hitzel, calciatore francese (n. 1883)
- 13 gennaio - Gaston de Caillavet, drammaturgo francese (n. 1869)
- 14 gennaio - George Smith, tiratore di fune britannico (n. 1876)
- 15 gennaio - George Nares, navigatore britannico (n. 1831)
- 16 gennaio - Roberto Andolfato, politico italiano (n. 1841)
- 16 gennaio - Fannie Merritt Farmer, scrittrice statunitense (n. 1857)
- 16 gennaio - Spirito Riberi, politico italiano (n. 1833)
- 18 gennaio - Anatolij Michajlovič Stessel', generale russo (n. 1848)
- 19 gennaio - Anna Leonowens, scrittrice, educatrice e attivista britannica (n. 1831)
- 20 gennaio - Arthur Guinness, I barone Ardilaun, imprenditore, politico e filantropo irlandese (n. 1840)
- 22 gennaio - Luigi Pastro, patriota e politico italiano (n. 1822)
- 23 gennaio - Teuira Henry, insegnante, etnologa e linguista tahitiana (n. 1847)
- 23 gennaio - Pippo Tamburri, attore teatrale e poeta italiano (n. 1840)
- 24 gennaio - Arthur Auwers, astronomo tedesco (n. 1838)
- 25 gennaio - Nicola Cassano, compositore e pianista italiano (n. 1857)
- 25 gennaio - Pietro Felter, esploratore e diplomatico italiano (n. 1856)
- 26 gennaio - Ak'ak'i Tsereteli, poeta e scrittore georgiano (n. 1840)

## Febbraio(46)
- 1º febbraio - Robert Michaelis von Olshausen, chirurgo e ginecologo tedesco (n. 1835)
- 2 febbraio - Michel Abonnel, pittore francese (n. 1881)
- 3 febbraio - Julius Arnold, patologo tedesco (n. 1835)
- 3 febbraio - John Chilembwe, pastore protestante malawiano (n. 1871)
- 3 febbraio - Enrico Galluppi, politico e avvocato italiano (n. 1849)
- 3 febbraio - Danilo Ilić, rivoluzionario serbo (n. 1890)
- 4 febbraio - Mary Elizabeth Braddon, scrittrice inglese (n. 1835)
- 4 febbraio - Jean Loubière, calciatore francese (n. 1892)
- 5 febbraio - Paul Collin, scrittore, librettista e traduttore francese (n. 1843)
- 6 febbraio - Mario Martelli, avvocato e politico italiano (n. 1838)
- 6 febbraio - Nicolò Rezzara, sociologo e politico italiano (n. 1848)
- 7 febbraio - Luigi Bolongaro, pittore italiano (n. 1874)
- 7 febbraio - Scipione Tecchi, cardinale italiano (n. 1854)
- 8 febbraio - Ignacio María González, politico dominicano (n. 1838)
- 8 febbraio - Charles Vane-Tempest-Stewart, VI marchese di Londonderry, nobile e politico irlandese (n. 1852)
- 10 febbraio - Giovanni Severi, avvocato e politico italiano (n. 1843)
- 11 febbraio - Ernesto Cerruti, imprenditore italiano (n. 1844)
- 12 febbraio - Émile Waldteufel, compositore e direttore d'orchestra francese (n. 1837)
- 12 febbraio - Fanny Crosby, poetessa, compositrice e missionaria statunitense (n. 1820)
- 14 febbraio - Jules Huret, scrittore e giornalista francese (n. 1863)
- 14 febbraio - Giulio Piccini, scrittore e giornalista italiano (n. 1849)
- 14 febbraio - Elizabeth Ness MacBean Ross, medico scozzese (n. 1878)
- 15 febbraio - Émile-Hilaire Amagat, fisico e chimico francese (n. 1841)
- 15 febbraio - Oreste Calabresi, attore italiano (n. 1857)
- 15 febbraio - Hafız Hakkı, generale turco (n. 1877)
- 15 febbraio - Angiolo Mascagni, politico italiano (n. 1840)
- 16 febbraio - Alfred Kowalski, pittore polacco (n. 1849)
- 17 febbraio - Francisco Giner de los Ríos, pedagogo e scrittore spagnolo (n. 1839)
- 17 febbraio - Filomena Pennacchio, brigante italiana (n. 1841)
- 18 febbraio - Salvatore Frangiamore, pittore italiano (n. 1853)
- 18 febbraio - Louis de Grandmaison, generale francese (n. 1861)
- 18 febbraio - Frank James, pistolero e militare statunitense (n. 1843)
- 18 febbraio - Stojan Novaković, politico e diplomatico serbo (n. 1842)
- 19 febbraio - Giovanni Canna, filologo classico, umanista e poeta italiano (n. 1832)
- 19 febbraio - Giorgio Giorgi, giurista e politico italiano (n. 1836)
- 20 febbraio - Luigi Medici, politico italiano (n. 1836)
- 21 febbraio - Crisanto Del Cioppo, compositore e direttore d'orchestra italiano (n. 1830)
- 21 febbraio - Fulcran Vigouroux, presbitero e biblista francese (n. 1837)
- 24 febbraio - Francesco Paolo Palazzotto, architetto italiano (n. 1849)
- 25 febbraio - Giovanni Battista Fabbio, militare italiano (n. 1828)
- 26 febbraio - Cemile Sultan, principessa ottomana (n. 1843)
- 26 febbraio - Francesco Lojacono, pittore italiano (n. 1838)
- 27 febbraio - Hans von Berlepsch, ornitologo tedesco (n. 1850)
- 28 febbraio - Anatole De Baudot, architetto francese (n. 1834)
- 28 febbraio - Ernst Höpfner, filologo e educatore tedesco (n. 1836)
- 28 febbraio - Edmond Wallace, schermidore francese (n. 1876)

## Marzo(39)
- 1º marzo - Clemente Grimaldi, agronomo, botanico e politico italiano (n. 1862)
- 1º marzo - Félix Julien, calciatore francese (n. 1884)
- 4 marzo - Max von Bock und Polach, generale prussiano (n. 1842)
- 4 marzo - William Willett, imprenditore britannico (n. 1856)
- 5 marzo - Henri Doucet, disegnatore e pittore francese (n. 1883)
- 5 marzo - Nicola Polvere, politico italiano (n. 1833)
- 6 marzo - George Cadogan, V conte Cadogan, politico britannico (n. 1840)
- 6 marzo - Louisa Jordan, infermiera scozzese (n. 1878)
- 9 marzo - Ludwig Keller, archivista e storico tedesco (n. 1849)
- 10 marzo - Ferdinando Carlo Ludovico d'Asburgo-Lorena, nobile austriaco (n. 1868)
- 10 marzo - Augusto Levi, poeta e scrittore italiano (n. 1855)
- 11 marzo - Thomas Alexander Browne, scrittore australiano (n. 1826)
- 11 marzo - Itosu Ankō, karateka e maestro di karate giapponese (n. 1830)
- 11 marzo - Wyndham Knatchbull-Hugessen, III barone Brabourne, zoologo e militare britannico (n. 1885)
- 12 marzo - Heinrich Schulz-Beuthen, compositore tedesco (n. 1838)
- 12 marzo - Laura Spelman Rockefeller, filantropa statunitense (n. 1839)
- 13 marzo - Sergej Jul'evič Vitte, politico russo (n. 1849)
- 14 marzo - Walter Crane, pittore e illustratore inglese (n. 1845)
- 14 marzo - Cesare Ponza di San Martino, politico e generale italiano (n. 1844)
- 15 marzo - Placido Riccardi, monaco cristiano italiano (n. 1844)
- 16 marzo - René Camard, calciatore francese (n. 1887)
- 17 marzo - André François, calciatore francese (n. 1886)
- 18 marzo - Francesco Paolo Carrano, arcivescovo cattolico italiano (n. 1841)
- 19 marzo - Antonio Agliardi, cardinale e arcivescovo cattolico italiano (n. 1832)
- 19 marzo - Eugene Beauharnais Cook, compositore di scacchi statunitense (n. 1830)
- 19 marzo - Franz Xaver Neruda, violoncellista e compositore ceco (n. 1843)
- 19 marzo - William Smart, economista britannico (n. 1853)
- 21 marzo - Ambrosius Hubrecht, zoologo olandese (n. 1853)
- 21 marzo - Frederick Taylor, ingegnere e imprenditore statunitense (n. 1856)
- 23 marzo - Karl Theodor von Heigel, storico tedesco (n. 1842)
- 24 marzo - Margaret Lindsay Huggins, astronoma irlandese (n. 1848)
- 24 marzo - Karol Olszewski, chimico, matematico e fisico polacco (n. 1846)
- 24 marzo - Morgan Robertson, scrittore e inventore statunitense (n. 1861)
- 25 marzo - Mario Faccioli, pioniere dell'aviazione italiano (n. 1885)
- 26 marzo - Konstantin Vasil'evič Ivanov, poeta, drammaturgo e romanziere russo (n. 1890)
- 29 marzo - William Wallace Denslow, illustratore statunitense (n. 1856)
- 30 marzo - Edoardo Boutet, giornalista, critico teatrale e impresario teatrale italiano (n. 1856)
- 31 marzo - Wyndham Halswelle, velocista e mezzofondista britannico (n. 1882)
- 31 marzo - Nathan Rothschild, I barone Rothschild, banchiere e politico britannico (n. 1840)

## Aprile(49)
- 1º aprile - Johann Joseph Abert, compositore, direttore d'orchestra e contrabbassista tedesco (n. 1832)
- 1º aprile - William V. Ranous, regista e attore statunitense (n. 1857)
- 1º aprile - André Six, nuotatore francese (n. 1879)
- 3 aprile - Isacco Leyb Peretz, scrittore polacco (n. 1852)
- 3 aprile - Nadežda Petrović, pittrice serba (n. 1873)
- 3 aprile - Teresa di Sassonia-Altenburg, principessa tedesca (n. 1823)
- 5 aprile - Giusto Dacci, compositore italiano (n. 1840)
- 5 aprile - Emanuele Fergola, matematico e astronomo italiano (n. 1830)
- 8 aprile - Cesare Fedele Abbati, francescano e vescovo cattolico italiano (n. 1820)
- 8 aprile - John Robert Hanna, fotografo neozelandese
- 8 aprile - Louis Pergaud, scrittore e poeta francese (n. 1882)
- 9 aprile - Karl Bitter, scultore austriaco (n. 1867)
- 9 aprile - Candido Ghiotti, glottologo italiano (n. 1841)
- 9 aprile - Friedrich Loeffler, microbiologo tedesco (n. 1852)
- 11 aprile - Giulio della Chiesa, nobiluomo italiano (n. 1863)
- 11 aprile - Maria Swanenburg, serial killer olandese (n. 1839)
- 12 aprile - Domenico Gnoli, poeta, storico dell'arte e bibliotecario italiano (n. 1838)
- 12 aprile - Kálmán Szury, calciatore ungherese (n. 1889)
- 13 aprile - Robert Hertz, antropologo francese (n. 1881)
- 14 aprile - Carl Friedrich Glasenapp, biografo, filologo e scrittore russo (n. 1847)
- 14 aprile - Edward Haygarth, calciatore inglese (n. 1854)
- 16 aprile - Mario Chiri, sindacalista e avvocato italiano (n. 1883)
- 16 aprile - Gabriel Gustafson, archeologo svedese (n. 1853)
- 16 aprile - Richard Lydekker, naturalista, geologo e paleontologo inglese (n. 1849)
- 17 aprile - Andrew Kerins, religioso irlandese (n. 1840)
- 17 aprile - Philip Webb, architetto e designer britannico (n. 1831)
- 19 aprile - Giuseppe D'Alì, imprenditore e politico italiano (n. 1832)
- 19 aprile - Angelo Pezzaglia, attore italiano (n. 1851)
- 21 aprile - Adèle Hugo, francese (n. 1830)
- 21 aprile - Giovanni Scanzi, scultore italiano (n. 1840)
- 22 aprile - Maurice Gufflet, velista francese (n. 1863)
- 23 aprile - Benedetto Bonazzi, arcivescovo cattolico e grecista italiano (n. 1840)
- 23 aprile - Rupert Brooke, poeta e militare britannico (n. 1887)
- 24 aprile - Erich Harnack, farmacologo tedesco (n. 1852)
- 24 aprile - Geoffrey Taylor, canottiere canadese (n. 1890)
- 25 aprile - Gilchrist Maclagan, canottiere britannico (n. 1879)
- 25 aprile - Pierre Rousselot, presbitero, teologo e filosofo francese (n. 1878)
- 25 aprile - William Charles Williams, militare britannico (n. 1880)
- 26 aprile - John Bunny, attore e comico statunitense (n. 1863)
- 26 aprile - Camillo Tiberio, vescovo cattolico italiano (n. 1850)
- 26 aprile - Frederick Winters, sollevatore statunitense (n. 1873)
- 27 aprile - Aleksandr Nikolaevič Skrjabin, compositore e pianista russo (n. 1872)
- 27 aprile - Victor Baptistin Sénès, ammiraglio francese (n. 1857)
- 28 aprile - Giuseppe Cairati, musicista e direttore d'orchestra italiano (n. 1845)
- 29 aprile - Cesare Pirzio Biroli, militare italiano (n. 1863)
- 29 aprile - Salvador Viniegra, pittore spagnolo (n. 1862)
- 29 aprile - Şehzade Mehmed Selaheddin, principe ottomano (n. 1861)
- 30 aprile - Charles Walter De Vis, zoologo e ornitologo inglese (n. 1829)
- 30 aprile - Arturo Garzes, attore e drammaturgo italiano (n. 1856)

## Maggio(42)
- 2 maggio - Clara Immerwahr, chimica tedesca (n. 1870)
- 4 maggio - William Richard Gowers, neurologo e pediatra inglese (n. 1845)
- 5 maggio - Adolf von Koenen, geologo tedesco (n. 1837)
- 6 maggio - Vasilij Pavlovič Engelhardt, astronomo russo (n. 1828)
- 6 maggio - Tom Watson, allenatore di calcio inglese (n. 1859)
- 7 maggio - Marie Depage, infermiera belga (n. 1872)
- 7 maggio - Justus Miles Forman, scrittore e commediografo statunitense (n. 1875)
- 7 maggio - Charles Frohman, impresario teatrale statunitense (n. 1856)
- 7 maggio - Elbert Hubbard, scrittore, filosofo e artista statunitense (n. 1856)
- 9 maggio - Gian Francesco Angelini, basso italiano (n. 1830)
- 9 maggio - François Faber, ciclista su strada lussemburghese (n. 1887)
- 9 maggio - Henry Goldsmith, canottiere britannico (n. 1885)
- 9 maggio - Cyril Holland, britannico (n. 1885)
- 9 maggio - André Puget, calciatore francese (n. 1882)
- 9 maggio - Anthony Wilding, tennista neozelandese (n. 1883)
- 10 maggio - Ernest Jacques Barbot, generale francese (n. 1855)
- 10 maggio - Karl Lamprecht, storico tedesco (n. 1856)
- 11 maggio - Edoardo Alvisi, bibliotecario italiano (n. 1850)
- 11 maggio - Arthur Hussey, golfista statunitense (n. 1882)
- 12 maggio - Heinrich Fritsch, ginecologo tedesco (n. 1844)
- 12 maggio - Grazia Pierantoni Mancini, poetessa e scrittrice italiana (n. 1841)
- 14 maggio - Herman Donners, pallanuotista belga (n. 1888)
- 14 maggio - Oswald Lohse, astronomo tedesco (n. 1845)
- 15 maggio - Giuseppe Armanini, tenore italiano (n. 1874)
- 17 maggio - Richard Wünsch, filologo classico tedesco (n. 1869)
- 18 maggio - Wendelin Förster, filologo austriaco (n. 1844)
- 21 maggio - Giosuè Gallucci, criminale italiano (n. 1864)
- 22 maggio - Cesare Beruto, ingegnere, architetto e urbanista italiano (n. 1835)
- 22 maggio - Francesco Grenet, militare e politico italiano (n. 1846)
- 23 maggio - Pierre-Emile Martin, ingegnere francese (n. 1824)
- 23 maggio - Gennaro Pantalena, attore e impresario teatrale italiano (n. 1848)
- 24 maggio - Cornelia Fabri, matematica italiana (n. 1869)
- 24 maggio - Riccardo Giusto, militare italiano (n. 1895)
- 24 maggio - Francis Octavius Grenfell, militare inglese (n. 1880)
- 25 maggio - Marion Graves Anthon Fish, socialite statunitense (n. 1853)
- 25 maggio - Eduard Sonnenburg, chirurgo tedesco (n. 1848)
- 26 maggio - Julian Grenfell, poeta e militare britannico (n. 1888)
- 26 maggio - Emil Lask, filosofo tedesco (n. 1875)
- 30 maggio - Marcelo Azcárraga Palmero, generale e politico spagnolo (n. 1832)
- 30 maggio - Maurice Guichard, calciatore francese (n. 1884)
- 30 maggio - Giorgio Masi, magistrato e politico italiano (n. 1836)
- 31 maggio - Victor Child Villiers, VII conte di Jersey, nobile e politico inglese (n. 1845)

## Giugno(54)
- 1º giugno - Giuseppe Carli, militare italiano (n. 1896)
- 2 giugno - Olof Arborelius, pittore svedese (n. 1842)
- 4 giugno - Chris Porter, calciatore inglese (n. 1885)
- 5 giugno - Gaetano Calvi, avvocato, giornalista e politico italiano (n. 1849)
- 5 giugno - William Hayman Cummings, musicista, tenore e organista inglese (n. 1831)
- 5 giugno - Henri Gaudier-Brzeska, scultore e pittore francese (n. 1891)
- 6 giugno - Jean-Charles Arnal du Curel, vescovo cattolico francese (n. 1858)
- 6 giugno - Camillo Rospigliosi, nobile, militare e politico italiano (n. 1850)
- 7 giugno - Charles Aubert, ammiraglio francese (n. 1848)
- 7 giugno - Oswald Carver, canottiere britannico (n. 1887)
- 7 giugno - Otto van der Haegen, militare e aviatore tedesco (n. 1887)
- 7 giugno - Hilda Sjölin, fotografa svedese (n. 1835)
- 9 giugno - Paul Drouot, poeta francese (n. 1886)
- 9 giugno - Hugo Hermes, politico tedesco (n. 1837)
- 9 giugno - Enrico Rocca, liutaio italiano (n. 1847)
- 9 giugno - William Robert Ware, architetto e scrittore statunitense (n. 1832)
- 9 giugno - Joaquín Álvarez de Toledo, XIX duca di Medina Sidonia, nobile spagnolo (n. 1865)
- 10 giugno - Marcel Haëntjens, cavaliere e giocatore di croquet francese (n. 1869)
- 10 giugno - Jenő Hégner-Tóth, nuotatore e pallanuotista ungherese (n. 1892)
- 11 giugno - Ignazio Maloyan, arcivescovo cattolico armeno (n. 1869)
- 11 giugno - Léonard Melki, religioso libanese (n. 1881)
- 11 giugno - Eduard Riecke, fisico tedesco (n. 1845)
- 11 giugno - Leopold Sax, calciatore austriaco (n. 1881)
- 12 giugno - Florido Bertini, attore italiano (n. 1841)
- 12 giugno - Józef Brandt, pittore polacco (n. 1841)
- 13 giugno - Alberto Giovannini, attore italiano (n. 1878)
- 14 giugno - Cesare Billia, militare italiano (n. 1863)
- 14 giugno - Anselmo Figueroa, politico e giornalista messicano (n. 1861)
- 14 giugno - Giulio Musso, pittore italiano (n. 1851)
- 15 giugno - Eugène Jansson, pittore svedese (n. 1862)
- 15 giugno - Louis Philip Adélard Langevin, arcivescovo cattolico canadese (n. 1855)
- 15 giugno - Konstantin Konstantinovič Romanov, nobile russo (n. 1858)
- 15 giugno - Charles Simon, dirigente sportivo francese (n. 1882)
- 16 giugno - Romeo Battistig, patriota italiano (n. 1866)
- 16 giugno - Elmer Booth, attore statunitense (n. 1882)
- 16 giugno - Alberto Picco di Ulrico, militare e calciatore italiano (n. 1894)
- 16 giugno - Valerio Vallero, militare italiano (n. 1893)
- 17 giugno - Reginald Warneford, militare e aviatore britannico (n. 1891)
- 18 giugno - Maria Boni Brighenti, infermiera e militare italiana (n. 1868)
- 19 giugno - Luigi Pettinati, militare italiano (n. 1864)
- 19 giugno - Sergej Ivanovič Taneev, compositore e pianista russo (n. 1856)
- 20 giugno - George Fairbairn, canottiere britannico (n. 1888)
- 20 giugno - Giovanni Gottardi, avvocato e politico italiano (n. 1840)
- 20 giugno - Vincenzo Massabò, avvocato e politico italiano (n. 1840)
- 20 giugno - Emil Rathenau, ingegnere e imprenditore tedesco (n. 1838)
- 22 giugno - Jules Bourdais, architetto francese (n. 1835)
- 22 giugno - Enrico Castelnuovo, scrittore italiano (n. 1839)
- 22 giugno - Cristoforo Pinto, architetto italiano (n. 1837)
- 24 giugno - Giovanni Cucchiari, militare italiano (n. 1894)
- 28 giugno - Guillermo Billinghurst, politico peruviano (n. 1851)
- 28 giugno - Amon von Gregurich, schermidore ungherese (n. 1867)
- 29 giugno - Diarmaid Ó Donnabháin Rossa, attivista e politico irlandese (n. 1831)
- 30 giugno - Pietro Ferrea, medaglista e imprenditore italiano (n. 1848)
- 30 giugno - Giulio Zanon, militare italiano (n. 1892)

## Luglio(52)
- 1º luglio - Konstantin Bagration-Mukhrani, principe georgiano (n. 1889)
- 1º luglio - Angelo Vivante, giornalista italiano (n. 1869)
- 2 luglio - Porfirio Díaz, politico e generale messicano (n. 1830)
- 3 luglio - Franz Rühl, storico tedesco (n. 1845)
- 4 luglio - Sepp Innerkofler, alpinista e militare austriaco (n. 1865)
- 5 luglio - John Hoben, canottiere statunitense (n. 1884)
- 6 luglio - Lawrence Hargrave, pioniere dell'aviazione, inventore e esploratore inglese (n. 1850)
- 7 luglio - Giovanni Bellini, scrittore e poeta italiano (n. 1890)
- 9 luglio - Carl Walther, imprenditore e inventore tedesco (n. 1858)
- 10 luglio - Marie de Castellane, nobildonna francese (n. 1840)
- 10 luglio - Hendrik Willem Mesdag, pittore olandese (n. 1831)
- 10 luglio - Vazha-Pshavela, poeta, giornalista e scrittore georgiano (n. 1861)
- 10 luglio - Otto Thiel, calciatore tedesco (n. 1891)
- 13 luglio - Richard Mohun, diplomatico e esploratore statunitense (n. 1865)
- 15 luglio - Hans Dülfer, alpinista tedesco (n. 1892)
- 15 luglio - Alfonso Giordano, medico italiano (n. 1843)
- 15 luglio - Raffaello Giovagnoli, scrittore, patriota e politico italiano (n. 1838)
- 15 luglio - Aimé Giral, rugbista a 15 francese (n. 1895)
- 16 luglio - Viktor Dubský von Třebomyslice, diplomatico, militare e nobile boemo (n. 1834)
- 16 luglio - Ellen Gould White, religiosa e predicatrice statunitense (n. 1827)
- 17 luglio - Angelo Bosi, militare italiano (n. 1862)
- 17 luglio - Francesco Fanciulli, direttore di banda e compositore italiano (n. 1853)
- 17 luglio - Çerçiz Topulli, patriota, scrittore e politico albanese (n. 1880)
- 17 luglio - Maria Carolina d'Asburgo-Teschen, nobile (n. 1825)
- 18 luglio - Gaspare Bolla, cavaliere e aviatore italiano (n. 1874)
- 18 luglio - Leopoldo Montini, militare italiano (n. 1894)
- 19 luglio - Friedrich Polack, educatore e scrittore tedesco (n. 1835)
- 19 luglio - Giovanni Rodeghiero, militare italiano (n. 1863)
- 19 luglio - Giuseppe Tagliamonte, militare italiano (n. 1884)
- 19 luglio - Ettore Uicich, militare italiano (n. 1870)
- 20 luglio - Erminio Brevedan, calciatore italiano (n. 1893)
- 20 luglio - Antonio Cantore, generale italiano (n. 1860)
- 20 luglio - Pietro Rainero, militare italiano (n. 1892)
- 20 luglio - Renato Serra, critico letterario e scrittore italiano (n. 1884)
- 21 luglio - Raffaele Perrottelli, militare italiano (n. 1889)
- 21 luglio - Angelo Vannini, militare italiano (n. 1893)
- 22 luglio - Enrico Elia, scrittore e militare italiano (n. 1891)
- 22 luglio - Sandford Fleming, inventore e ingegnere canadese (n. 1827)
- 23 luglio - James J. Thomson, calciatore scozzese (n. 1851)
- 24 luglio - Gavino Contini, poeta italiano (n. 1855)
- 24 luglio - Vincenzo Madonia, militare italiano (n. 1891)
- 24 luglio - Decio Raggi, militare italiano (n. 1884)
- 24 luglio - Tommaso Villa, avvocato e politico italiano (n. 1832)
- 26 luglio - Gaetano Alberti, militare italiano (n. 1878)
- 26 luglio - Erich Massini, calciatore tedesco (n. 1889)
- 26 luglio - James Murray, lessicografo e linguista britannico (n. 1837)
- 28 luglio - Bjarne Hansen, calciatore norvegese (n. 1894)
- 30 luglio - Charles Becker, poliziotto statunitense (n. 1870)
- 30 luglio - Francesco Campo, militare, patriota e politico italiano (n. 1827)
- 30 luglio - Sidney Woodroffe, militare britannico (n. 1895)
- 31 luglio - Flavio Andò, attore teatrale italiano (n. 1851)
- 31 luglio - Antonino Palminteri, compositore e direttore d'orchestra italiano (n. 1846)

## Agosto(60)
- 2 agosto - Nicola Pizi, militare italiano (n. 1891)
- 2 agosto - Giovanni Zini, calciatore italiano (n. 1894)
- 3 agosto - Luigi Lucatelli, giornalista e scrittore italiano (n. 1877)
- 5 agosto - Carlo Del Greco, marinaio e militare italiano (n. 1873)
- 5 agosto - Melville Stewart, attore e regista teatrale inglese (n. 1869)
- 6 agosto - Guido Goldschmiedt, chimico austriaco (n. 1850)
- 6 agosto - Vladimir Karpovič Kotlinskij, militare russo (n. 1894)
- 6 agosto - Benjamin Franklin Tracy, politico statunitense (n. 1830)
- 6 agosto - Albino Zenatti, filologo italiano (n. 1859)
- 7 agosto - Juan Bautista Castro, arcivescovo cattolico venezuelano (n. 1846)
- 8 agosto - Egon Lerch, militare austro-ungarico (n. 1886)
- 9 agosto - Frank Bramley, pittore inglese (n. 1857)
- 10 agosto - Henry Moseley, fisico britannico (n. 1887)
- 10 agosto - Francesco Rismondo, patriota e militare italiano (n. 1885)
- 10 agosto - Giuseppe Vannicola, violinista, traduttore e scrittore italiano (n. 1876)
- 11 agosto - Heinrich Brunner, storico austriaco (n. 1840)
- 11 agosto - Adolfo Fernández Casanova, architetto spagnolo (n. 1843)
- 11 agosto - Domenico Costantino, scultore italiano (n. 1840)
- 12 agosto - William Moloney, velocista statunitense (n. 1876)
- 12 agosto - Edward Williams, canottiere britannico (n. 1888)
- 13 agosto - Giacomo Balestra, politico italiano (n. 1836)
- 14 agosto - Umberto Pace, militare italiano (n. 1894)
- 15 agosto - Emilio Covelli, anarchico italiano (n. 1846)
- 15 agosto - Rudolf Watzl, lottatore austriaco (n. 1882)
- 16 agosto - Kálmán Széll, politico ungherese (n. 1843)
- 16 agosto - Ottone Secondo Tournon, militare e politico italiano (n. 1833)
- 16 agosto - Rupen Zartarian, scrittore, educatore e poeta armeno (n. 1874)
- 19 agosto - Tevfik Fikret, educatore e poeta ottomano (n. 1867)
- 19 agosto - Enrico Mazzola, pittore italiano (n. 1891)
- 19 agosto - Serafino Vannutelli, cardinale e arcivescovo cattolico italiano (n. 1834)
- 20 agosto - Paul Ehrlich, microbiologo e immunologo tedesco (n. 1854)
- 20 agosto - Carlos Finlay, medico e scienziato cubano (n. 1833)
- 21 agosto - Cesare Mazzoni, avvocato e imprenditore italiano (n. 1862)
- 21 agosto - Thomas Pakenham, V conte di Longford, generale irlandese (n. 1864)
- 22 agosto - Augustin Barié, compositore e organista francese (n. 1883)
- 23 agosto - Eduardo Dalbono, pittore e museologo italiano (n. 1841)
- 23 agosto - Luigi Ferraris, calciatore, ingegnere e militare italiano (n. 1887)
- 23 agosto - Vasilij Michajlovič Gončarov, regista e sceneggiatore russo (n. 1861)
- 23 agosto - Mario Massetti, avvocato, atleta e militare italiano (n. 1889)
- 24 agosto - João Zeferino da Costa, pittore brasiliano (n. 1840)
- 26 agosto - Ruben Sevak, poeta, scrittore e medico armeno (n. 1885)
- 26 agosto - Rodolfo De Mori, atleta e militare italiano (n. 1892)
- 26 agosto - Daniel Varujan, poeta armeno (n. 1884)
- 26 agosto - John Medley Wood, botanico sudafricano (n. 1827)
- 27 agosto - Emilio Ricci, poeta italiano (n. 1891)
- 28 agosto - Cesare De Marchi, calciatore italiano (n. 1890)
- 28 agosto - John Davis Long, politico statunitense (n. 1838)
- 28 agosto - Gian Giacomo Porro, archeologo e epigrafista italiano (n. 1887)
- 28 agosto - Giovanni Trossarelli, militare italiano (n. 1863)
- 29 agosto - Giuseppe Bongiovanni, calciatore e arbitro di calcio italiano (n. 1886)
- 29 agosto - Flaviano Michele Melki, vescovo cattolico turco (n. 1858)
- 29 agosto - Julius von Payer, alpinista, esploratore e pittore austro-ungarico (n. 1841)
- 30 agosto - Paul Armstrong, commediografo, regista e produttore teatrale statunitense (n. 1869)
- 30 agosto - Antonio Flores Jijón, politico ecuadoriano (n. 1833)
- 30 agosto - Pascual Orozco, generale e rivoluzionario messicano (n. 1882)
- 30 agosto - Edwin R. Phillips, attore e regista statunitense (n. 1872)
- 30 agosto - Edmond de la Poer, I conte de la Poer, politico britannico (n. 1841)
- 31 agosto - Karl Theodor Albrecht, astronomo e geodeta tedesco (n. 1843)
- 31 agosto - Adolphe Pégoud, pioniere dell'aviazione francese (n. 1889)
- 31 agosto - Louis Tauzin, pittore francese (n. 1842)

## Settembre(46)
- 1º settembre - Francesco Guicciardini, politico italiano (n. 1851)
- 1º settembre - August Stramm, poeta e drammaturgo tedesco (n. 1874)
- 3 settembre - Kolos Vaszary, cardinale e arcivescovo cattolico ungherese (n. 1832)
- 5 settembre - Eugen von Albori, generale austriaco (n. 1838)
- 5 settembre - Stanisław Witkiewicz, pittore, architetto e scrittore polacco (n. 1851)
- 6 settembre - Giulio Barni, sindacalista italiano (n. 1886)
- 6 settembre - Paul d'Ivoi, scrittore e romanziere francese (n. 1856)
- 8 settembre - Davide Calandra, scultore e ebanista italiano (n. 1856)
- 8 settembre - Ugo Schiff, chimico tedesco (n. 1834)
- 9 settembre - Ruggiero Torelli, matematico italiano (n. 1884)
- 10 settembre - Bagha Jatin, rivoluzionario indiano (n. 1879)
- 10 settembre - Claude Maxwell MacDonald, ufficiale e diplomatico britannico (n. 1852)
- 10 settembre - Paul Wendland, filologo classico tedesco (n. 1864)
- 13 settembre - Lucas Friedrich Julius Dominikus von Heyden, entomologo tedesco (n. 1838)
- 14 settembre - Paul Friedrich Meyerheim, pittore, illustratore e grafico tedesco (n. 1842)
- 14 settembre - Josef Schediwy, calciatore austriaco (n. 1876)
- 14 settembre - Ruggero Timeus, saggista e scrittore italiano (n. 1892)
- 15 settembre - Alfred Agache, pittore francese (n. 1843)
- 15 settembre - Benedetto Lorenzelli, cardinale e arcivescovo cattolico italiano (n. 1853)
- 15 settembre - Gaston Romazzotti, militare e ingegnere francese (n. 1855)
- 17 settembre - Konstantin Egorovič Makovskij, pittore russo (n. 1839)
- 17 settembre - Mario Musso, militare italiano (n. 1876)
- 17 settembre - Ettore Pinelli, violinista, direttore d'orchestra e compositore italiano (n. 1843)
- 17 settembre - Pier Luigi San Donnino, avvocato e politico italiano (n. 1846)
- 18 settembre - Thomas James Conaty, vescovo cattolico irlandese (n. 1847)
- 18 settembre - Manlio Legat, astista, lunghista e multiplista italiano (n. 1889)
- 20 settembre - Carl Anton Ewald, medico tedesco (n. 1845)
- 20 settembre - Giuseppe Augusto Tuccimei, scienziato italiano (n. 1851)
- 20 settembre - Martín Boneo, pittore argentino (n. 1829)
- 21 settembre - Anthony Comstock, politico e attivista statunitense (n. 1844)
- 21 settembre - Marija Gavrilovna Savina, attrice teatrale russa (n. 1854)
- 24 settembre - Dedë Gjo Luli, militare albanese (n. 1840)
- 24 settembre - Roman Potocki, nobile e politico polacco (n. 1851)
- 25 settembre - Julien Denis, calciatore francese (n. 1881)
- 25 settembre - Raymond Gigot, calciatore francese (n. 1885)
- 25 settembre - Ernest Guéguen, calciatore francese (n. 1885)
- 26 settembre - Bernard Thomas Edward Clark, vescovo cattolico inglese (n. 1856)
- 26 settembre - Keir Hardie, politico scozzese (n. 1856)
- 26 settembre - Caspar von Zumbusch, scultore e medaglista tedesco (n. 1830)
- 27 settembre - Remy de Gourmont, poeta, romanziere e giornalista francese (n. 1858)
- 28 settembre - Pol Morel, calciatore francese (n. 1890)
- 28 settembre - Saitō Hajime, militare giapponese (n. 1844)
- 29 settembre - Giuseppe Croce, artigiano, politico e giornalista italiano (n. 1853)
- 30 settembre - Giacomo Calegari, pittore italiano (n. 1848)
- 30 settembre - Edward Alfred Minchin, biologo inglese (n. 1866)
- 30 settembre - Heinrich Schneidereit, sollevatore e tiratore di fune tedesco (n. 1884)

## Ottobre(55)
- 4 ottobre - Girolamo Di Martino, politico italiano (n. 1860)
- 4 ottobre - George Edwardes, direttore artistico e produttore teatrale britannico (n. 1855)
- 4 ottobre - Peter Emil Huber-Werdmüller, imprenditore svizzero (n. 1836)
- 6 ottobre - Raoul Gressier, calciatore francese (n. 1885)
- 6 ottobre - Wolfgang Helbig, archeologo tedesco (n. 1839)
- 7 ottobre - Friedrich Hasenöhrl, fisico austriaco (n. 1874)
- 8 ottobre - Achille d'Albore, pittore italiano (n. 1882)
- 11 ottobre - Onofrio Abbate, medico, naturalista e scrittore italiano (n. 1824)
- 11 ottobre - Paul Eyschen, politico lussemburghese (n. 1841)
- 11 ottobre - Jean-Henri Fabre, entomologo e naturalista francese (n. 1823)
- 12 ottobre - Edith Cavell, infermiera britannica (n. 1865)
- 12 ottobre - Béla Las-Torres, nuotatore ungherese (n. 1890)
- 12 ottobre - Luigi Salvatore d'Asburgo-Lorena, nobile (n. 1847)
- 13 ottobre - Rodolfo Fierro, generale e rivoluzionario messicano (n. 1880)
- 13 ottobre - Charles Sorley, poeta e militare scozzese (n. 1895)
- 15 ottobre - Theodor Boveri, biologo tedesco (n. 1862)
- 15 ottobre - Paul Scheerbart, scrittore e disegnatore tedesco (n. 1863)
- 16 ottobre - Auguste Albert, velista francese (n. 1859)
- 18 ottobre - Franz Joseph von Bülow, scrittore e attivista tedesco (n. 1861)
- 18 ottobre - Mario Fusetti, militare italiano (n. 1893)
- 18 ottobre - Karl Eugen Neumann, traduttore tedesco (n. 1865)
- 19 ottobre - Christian Wilhelm Allers, disegnatore e pittore tedesco (n. 1857)
- 19 ottobre - Thomas Vickers, imprenditore e militare inglese (n. 1833)
- 21 ottobre - Silvio Appiani, militare, allenatore di calcio e calciatore italiano (n. 1894)
- 21 ottobre - Lauro Bosio, militare, calciatore e arbitro di calcio italiano (n. 1885)
- 21 ottobre - Guido Della Valle, calciatore italiano (n. 1894)
- 21 ottobre - Vincenzo Geraci, militare italiano (n. 1891)
- 21 ottobre - Giovanni Guccione, militare italiano (n. 1891)
- 21 ottobre - Carlo Mazzaresi, militare italiano (n. 1893)
- 21 ottobre - Edmondo Mazzuoli, militare italiano (n. 1889)
- 21 ottobre - Sinibaldo Vellei, militare italiano (n. 1891)
- 22 ottobre - Pietro Bernotti, militare italiano (n. 1884)
- 22 ottobre - Enrico Canfari, calciatore, dirigente sportivo e arbitro di calcio italiano (n. 1877)
- 22 ottobre - Emanuele Ferro, militare italiano (n. 1886)
- 22 ottobre - Theodor Langhans, medico tedesco (n. 1839)
- 22 ottobre - Pietro Marocco, militare italiano (n. 1888)
- 22 ottobre - Andrew Noble, fisico britannico (n. 1831)
- 22 ottobre - Wilhelm Windelband, filosofo tedesco (n. 1848)
- 23 ottobre - Filippo Corridoni, politico e giornalista italiano (n. 1887)
- 23 ottobre - William Gilbert Grace, crickettista britannico (n. 1848)
- 24 ottobre - Giuseppe Baldo, presbitero italiano (n. 1843)
- 24 ottobre - Désiré Charnay, esploratore, archeologo e fotografo francese (n. 1828)
- 24 ottobre - Luigi Guanella, presbitero italiano (n. 1842)
- 25 ottobre - Edoardo Ferravilla, attore teatrale, attore cinematografico e commediografo italiano (n. 1846)
- 25 ottobre - Paul Hervieu, scrittore e commediografo francese (n. 1857)
- 25 ottobre - Léon Lécuyer, schermidore e tiratore a segno francese (n. 1855)
- 25 ottobre - Hans von Wangenheim, diplomatico tedesco (n. 1858)
- 26 ottobre - Adolfo Gnecco, calciatore italiano (n. 1891)
- 28 ottobre - Filippo Florena, avvocato e politico italiano (n. 1840)
- 28 ottobre - Biagio Goggio, calciatore italiano (n. 1892)
- 28 ottobre - David Miles, attore e regista statunitense (n. 1871)
- 28 ottobre - Alberto Verdinois, militare italiano (n. 1892)
- 30 ottobre - Zelma Rawlston, attrice teatrale, comica e imitatrice statunitense
- 30 ottobre - Charles Tupper, politico canadese (n. 1821)
- 31 ottobre - Wilhelm Lützow, nuotatore tedesco (n. 1892)

## Novembre(60)
- 2 novembre - Carlo Brighi, violinista e compositore italiano (n. 1853)
- 2 novembre - Carlo Nicoli, scultore italiano (n. 1843)
- 2 novembre - Isaac Rice, imprenditore e mecenate statunitense (n. 1850)
- 2 novembre - Voijslav Tankosić, militare e rivoluzionario serbo (n. 1880)
- 3 novembre - Alberto Caroncini, giornalista e economista italiano (n. 1883)
- 3 novembre - Pietro Gazzola, presbitero italiano (n. 1856)
- 3 novembre - George Miller Sternberg, generale, batteriologo e paleontologo statunitense (n. 1838)
- 3 novembre - Bernardino Verro, sindacalista e politico italiano (n. 1866)
- 4 novembre - Francesco Coppellotti, alpinista, imprenditore e militare italiano (n. 1883)
- 4 novembre - Teodor Leszetycki, pianista e compositore polacco (n. 1830)
- 6 novembre - Carlo Galletti, calciatore italiano (n. 1888)
- 6 novembre - Sylvanus Stall, scrittore e pastore protestante statunitense (n. 1847)
- 6 novembre - Peter Arrell Brown Widener, imprenditore, filantropo e collezionista d'arte statunitense (n. 1834)
- 7 novembre - Andrea Sarti, vescovo cattolico italiano (n. 1849)
- 9 novembre - Carlo Montanari, generale italiano (n. 1863)
- 10 novembre - Giosuè Borsi, scrittore e poeta italiano (n. 1888)
- 10 novembre - Konstantin Satunin, zoologo russo (n. 1863)
- 10 novembre - James Spensley, calciatore, allenatore di calcio e educatore inglese (n. 1867)
- 11 novembre - Robert Barker, calciatore inglese (n. 1847)
- 11 novembre - Luigi Boffi, calciatore italiano (n. 1888)
- 11 novembre - John Hedley, vescovo cattolico britannico (n. 1837)
- 11 novembre - Felice Milano, calciatore italiano (n. 1891)
- 11 novembre - Sampaio Bruno, filosofo e scrittore portoghese (n. 1857)
- 11 novembre - Noël Valois, storico, archivista e medievista francese (n. 1855)
- 12 novembre - Laura Acton, nobile italiana (n. 1829)
- 12 novembre - Cesare Salvarezza, politico italiano (n. 1849)
- 13 novembre - Friedrich Erismann, igienista e oculista svizzero (n. 1842)
- 14 novembre - Giuseppe De Gol, militare italiano (n. 1882)
- 14 novembre - Marie Clémence Richard, francese (n. 1830)
- 14 novembre - Booker T. Washington, educatore, scrittore e oratore statunitense (n. 1856)
- 15 novembre - Félix de Blochausen, politico lussemburghese (n. 1834)
- 15 novembre - Josef Grafl, sollevatore austriaco (n. 1872)
- 15 novembre - Giovanni Battista Morandi, storico e storico dell'arte italiano (n. 1876)
- 16 novembre - Adolf Remelé, mineralogista e geologo tedesco (n. 1839)
- 17 novembre - Henry Charlton Bastian, fisiologo e neurologo inglese (n. 1837)
- 17 novembre - Luigi d'Isengard, militare, patriota e presbitero italiano (n. 1843)
- 18 novembre - Armando Fava, calciatore italiano (n. 1893)
- 19 novembre - Joe Hill, sindacalista e compositore statunitense (n. 1879)
- 19 novembre - Solomon Schechter, rabbino e pedagogo romeno (n. 1847)
- 20 novembre - Giacomo Venezian, patriota e giurista italiano (n. 1861)
- 22 novembre - Enrico Berlinguer, avvocato e politico italiano (n. 1850)
- 22 novembre - Josef Kalousek, storico ceco (n. 1838)
- 24 novembre - Luigi Marchino, imprenditore italiano (n. 1843)
- 24 novembre - Hermann zu Solms-Laubach, botanico tedesco (n. 1842)
- 24 novembre - Gabriel von Max, pittore tedesco (n. 1840)
- 25 novembre - Franziskus von Sales Bauer, cardinale e arcivescovo cattolico ceco (n. 1841)
- 25 novembre - Michel Bréal, glottologo francese (n. 1832)
- 25 novembre - Léon Harmel, imprenditore francese (n. 1829)
- 25 novembre - Enrico d'Oncieu de Chaffardon, militare italiano (n. 1875)
- 27 novembre - Charles René Zeiller, botanico e paleontologo francese (n. 1847)
- 27 novembre - Ernesto Rubin de Cervin, ammiraglio italiano (n. 1860)
- 28 novembre - Eduard Lebiedzki, pittore austriaco (n. 1862)
- 28 novembre - Mubarak Al Sabah, emiro kuwaitiano (n. 1837)
- 28 novembre - Ferdinand Sarrien, politico francese (n. 1840)
- 28 novembre - Ferruccio Trombi, generale italiano (n. 1858)
- 29 novembre - Luigi Capuana, scrittore, critico letterario e giornalista italiano (n. 1839)
- 30 novembre - Alfredo d'Andrade, architetto, archeologo e pittore portoghese (n. 1839)
- 30 novembre - Mutaga Mbikije, re burundese (n. 1892)
- 30 novembre - Mariano Panebianco, ingegnere e architetto italiano (n. 1847)
- 30 novembre - Vittorio Varese, militare italiano (n. 1884)

## Dicembre(45)
- 2 dicembre - Aldo Gorio, calciatore italiano (n. 1893)
- 3 dicembre - Lajos Gönczy, altista ungherese (n. 1882)
- 3 dicembre - Benjamin Jamieson, giocatore di lacrosse canadese (n. 1874)
- 3 dicembre - Scipio Slataper, scrittore e militare italiano (n. 1888)
- 4 dicembre - Edmund Bury, tennista britannico (n. 1884)
- 4 dicembre - Gustav Hollaender, violinista, direttore d'orchestra e compositore tedesco (n. 1855)
- 6 dicembre - Angelo Torchi, pittore italiano (n. 1856)
- 8 dicembre - Angelo Bertini, ingegnere italiano (n. 1858)
- 8 dicembre - Julia Duncan-Haldane, nobildonna inglese (n. 1840)
- 8 dicembre - Carlo Michel, imprenditore italiano (n. 1842)
- 8 dicembre - Gaetano Perusini, medico italiano (n. 1879)
- 9 dicembre - Hans Gross, criminologo austriaco (n. 1847)
- 9 dicembre - Stephen Phillips, poeta e drammaturgo inglese (n. 1864)
- 9 dicembre - William West, attore statunitense (n. 1856)
- 10 dicembre - Generoso Calenzio, storico e presbitero italiano (n. 1836)
- 10 dicembre - Alfonso Perrella, storico e scrittore italiano (n. 1849)
- 11 dicembre - Annibale Brugnoli, pittore italiano (n. 1843)
- 12 dicembre - William Neville, I marchese di Abergavenny, nobile e ufficiale inglese (n. 1826)
- 12 dicembre - Amelia Patti, cantante lirica italiana (n. 1831)
- 13 dicembre - David Boyle, VII conte di Glasgow, ufficiale e politico scozzese (n. 1833)
- 13 dicembre - Lorenzo Passerini, patriarca cattolico italiano (n. 1837)
- 14 dicembre - Pietro Chiesa, politico italiano (n. 1858)
- 15 dicembre - Gabriele Berardi, generale italiano (n. 1861)
- 16 dicembre - Gilbert Sackville-West, VIII conte De La Warr, politico e ufficiale britannico (n. 1869)
- 18 dicembre - Henry Enfield Roscoe, chimico britannico (n. 1833)
- 18 dicembre - Édouard Vaillant, politico francese (n. 1840)
- 19 dicembre - Alois Alzheimer, psichiatra tedesco (n. 1864)
- 20 dicembre - Giuseppe Del Rosso, generale italiano (n. 1849)
- 20 dicembre - Edmond-Frédéric Fuzet, arcivescovo cattolico e scrittore francese (n. 1839)
- 21 dicembre - Giuseppe Miraglia, ufficiale, marinaio e aviatore italiano (n. 1883)
- 22 dicembre - Daniel Giraud Elliot, zoologo statunitense (n. 1835)
- 22 dicembre - Albert Theodor Otto von Emmich, generale tedesco (n. 1848)
- 22 dicembre - Pascal Sicurani, militare francese (n. 1869)
- 23 dicembre - Arthur Hughes, pittore e illustratore inglese (n. 1832)
- 24 dicembre - Will E. Sheerer, attore statunitense (n. 1871)
- 25 dicembre - Lotten von Düben, fotografa svedese (n. 1828)
- 26 dicembre - Alexander Mocsáry, zoologo e entomologo ungherese (n. 1841)
- 27 dicembre - Francesco Novati, filologo e critico letterario italiano (n. 1859)
- 28 dicembre - Malachia De Cristoforis, patriota, medico e politico italiano (n. 1832)
- 28 dicembre - Federico Guella, militare italiano (n. 1893)
- 29 dicembre - Attilio De Marchi, storico, scrittore e filologo italiano (n. 1855)
- 29 dicembre - Roland Morillot, marinaio e militare francese (n. 1885)
- 30 dicembre - Winfield Scott Hammond, politico statunitense (n. 1863)
- 30 dicembre - Oswald Külpe, psicologo tedesco (n. 1862)
- 31 dicembre - Tommaso Salvini, attore teatrale e patriota italiano (n. 1829)

## Senza giorno specificato(51)
- Addaï Scher, vescovo cattolico iracheno (n. 1867)
- Bernardino Alimena, giurista e politico italiano (n. 1861)
- Alfred William Benn, filosofo e scrittore irlandese (n. 1843)
- Greene Vardiman Black, odontoiatra statunitense (n. 1836)
- Edmond Coignet, ingegnere e imprenditore francese (n. 1856)
- Gaetano Cosentini, scrittore, giornalista e politico italiano (n. 1825)
- Giulio Costantino, presbitero italiano (n. 1842)
- Nicola D'Arienzo, compositore italiano (n. 1842)
- Roberto Danesi, regista e produttore cinematografico italiano
- Theodore Davis, avvocato e egittologo statunitense (n. 1837)
- Federico Donaver, storico e educatore italiano (n. 1861)
- James Eccles, geologo e alpinista inglese (n. 1838)
- Orsola Ferrari, pittrice italiana (n. 1831)
- Austin Flint, fisiologo statunitense (n. 1836)
- Nicola Fornelli, pedagogista italiano (n. 1843)
- James Geikie, geologo scozzese (n. 1839)
- Matteo Gladig, scacchista italiano (n. 1880)
- Gopal Krishna Gokhale, politico indiano (n. 1866)
- Dorothea Gérard, scrittrice scozzese (n. 1855)
- Eugen Hartmann, imprenditore tedesco (n. 1853)
- Higaonna Kanryō, karateka e maestro di karate giapponese (n. 1853)
- Inoue Kaoru, politico giapponese (n. 1836)
- Andrea Lo Forte Randi, scrittore italiano (n. 1845)
- Bohumil Macoun, allenatore di calcio e calciatore boemo (n. 1886)
- Antonio Malchiodi, pittore italiano (n. 1848)
- Walter Markgraf, religioso tedesco (n. 1865)
- Tullo Masi, generale, patriota e politico italiano (n. 1853)
- Thomas Mayne, politico irlandese (n. 1832)
- Raphael Meldola, chimico inglese (n. 1849)
- Comingio Merculiano, pittore e illustratore italiano (n. 1845)
- Alexander van Millingen, storico, letterato e pittore inglese (n. 1840)
- Louis Nattero, pittore francese (n. 1875)
- Elmo Palazzi, scultore italiano (n. 1871)
- Kegham Parseghian, giornalista, critico letterario e poeta armeno (n. 1883)
- Niccolò Persichetti, archeologo e filologo italiano (n. 1849)
- Nicolò Poggi, ceramista italiano (n. 1865)
- Guglielmo Pugi, scultore italiano (n. 1850)
- Alessandrina Ravizza, filantropa italiana (n. 1846)
- Pollione Ronzi, tenore, compositore e direttore d'orchestra italiano
- Boghos Bedros XII Sabbaghian, siriano (n. 1836)
- Nurefsun Kadın, ottomana (n. 1850)
- Jeanne Schmahl, attivista francese (n. 1846)
- Mario Spinetti, pittore italiano (n. 1859)
- Karl Staaff, politico svedese (n. 1860)
- Fernando Tarrida del Mármol, scrittore, attivista e anarchico cubano (n. 1861)
- Dragutin Tomašević, maratoneta e ginnasta serbo (n. 1890)
- Siamanto, poeta, scrittore e giornalista armeno (n. 1878)
- Søren Zachariassen, imprenditore e marinaio norvegese (n. 1837)
- Giuseppe Zara, inventore italiano (n. 1856)
- Sa'd I bin Abd al-Rahman Al Sa'ud, principe saudita (n. 1888)
- Vicente de Paul Andrade, missionario messicano (n. 1844)